# Sindrome di Sèvres

Mappa del trattato di Sèvres con le aree di interesse della Triplice Intesa e le assegnazioni territoriali ad Armenia e Grecia.

La sindrome di Sèvres (in turco Sevr Sendromu) si riferisce a una convinzione popolare in Turchia secondo la quale alcune forze esterne, in particolare l'Occidente, "cospirano per indebolire e spartirsi la Turchia". Il termine deriva dal trattato di Sèvres del 1920, che divise l'Impero ottomano tra i curdi, l'Armenia, la Grecia, la Gran Bretagna, la Francia e l'Italia, lasciando inalterata una piccola area intorno ad Ankara sotto il dominio turco. Il trattato, tuttavia, non venne ratificato dal Parlamento ottomano e non fu attuato a causa della vittoria turca su tutti i fronti durante la successiva guerra d'indipendenza turca. Lo storico turco Taner Akçam descrive questo atteggiamento come una percezione continua che "ci sono forze che cercano continuamente di disperderci e distruggerci, ed è necessario difendere lo stato contro questo pericolo".
Questa convinzione è spesso descritta come una teoria del complotto.

## Panoramica
Il politologo danese Dietrich Jung descrive l'espressione come "la percezione di essere circondati da nemici che tentano la distruzione dello Stato turco" e afferma che rimane un fattore determinante della politica estera turca. Il termine è stato utilizzato nell'ambito del conflitto curdo-turco, dai circoli nazionalisti turchi sull'adesione della Turchia all'Unione europea richiesta nel 1987 e nel riconoscimento del genocidio armeno. Lo storico Nick Danforth ha scritto nel 2015 che "Sèvres è stata ampiamente dimenticata in Occidente, ma ha una potente eredità in Turchia, dove ha contribuito ad alimentare una forma di paranoia nazionalista che alcuni studiosi hanno chiamato la "sindrome di Sèvres".
Secondo l'ex ministro degli esteri armeno Alexander Arzumanyan, sussiste "una paura irrazionale in Turchia riguardo al trattato di Sèvres, che unisce sia liberali che radicali [nazionalisti]".

## Storia
Secondo la sociologa Fatma Müge Göçek, la letteratura della "sindrome di Sèvres" ne evidenzia tre fasi di sviluppo:
- "l'iniziale impatto contemporaneo del trattato di Sèvres sullo stato e sulla società sotto forma di paura e ansia;"
- "negoziazione durante l'occidentalizzazione radicale della Repubblica turca, guidata dai militari e dal Partito Popolare Repubblicano; durante questa fase vengono definiti i nemici interni ed esterni;"
- "la sindrome istituzionalizzata si radicalizza mentre i partiti ultranazionalisti cercano di escludere sistematicamente tali nemici percepiti dal corpo politico turco."

Nefes riporta una forte corrente sotterranea di antisemitismo, imputando al trattato di una presunta cospirazione ebraica.

## Politica estera della Turchia
Nel 2019, salutando la volontà della Turchia di proiettare ancora una volta il potere attraverso il Mediterraneo, Erdoğan ha dichiarato: "Grazie a questa cooperazione militare ed energetica, abbiamo ribaltato il trattato di Sèvres".
Secondo un articolo di Le Monde, la data di apertura al culto della Grande Moschea di Santa Sofia non è stata una coincidenza, poiché il 24 luglio ha segnato il 97º anniversario del trattato di Losanna. "Nella mente di Erdoğan e dei suoi partner di estrema destra che si erano radunati dopo il fallito colpo di Stato, si trattava di sventare la trappola di un nuovo trattato di Sèvres".
In un articolo in risposta al pezzo su Le Monde, İbrahim Karagül, caporedattore di Yeni Şafak, ha suggerito che i media occidentali non avevano "sbagliato" nel mettere in luce il peso di Sèvres sulla politica estera della Turchia.

## Confronti
Nel 2015 Devlet Bahçeli, leader del Partito del Movimento nazionalista di estrema destra, ha paragonato l'accordo tra il Partito Democratico dei Popoli (HDP) pro-curdo e il governo turco nell'ambito del processo di pace curdo-turco al trattato di Sèvres. Bahçeli ha affermato che l'accordo avrebbe portato "al crollo della Repubblica turca e ha promesso di resistervi".